# Posłowie do Parlamentu Europejskiego IX kadencji

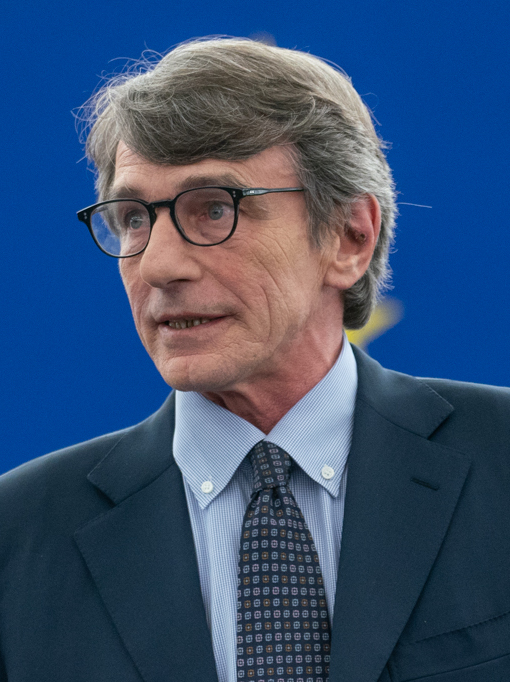
David Sassoli – przewodniczący PE IX kadencji do 2022

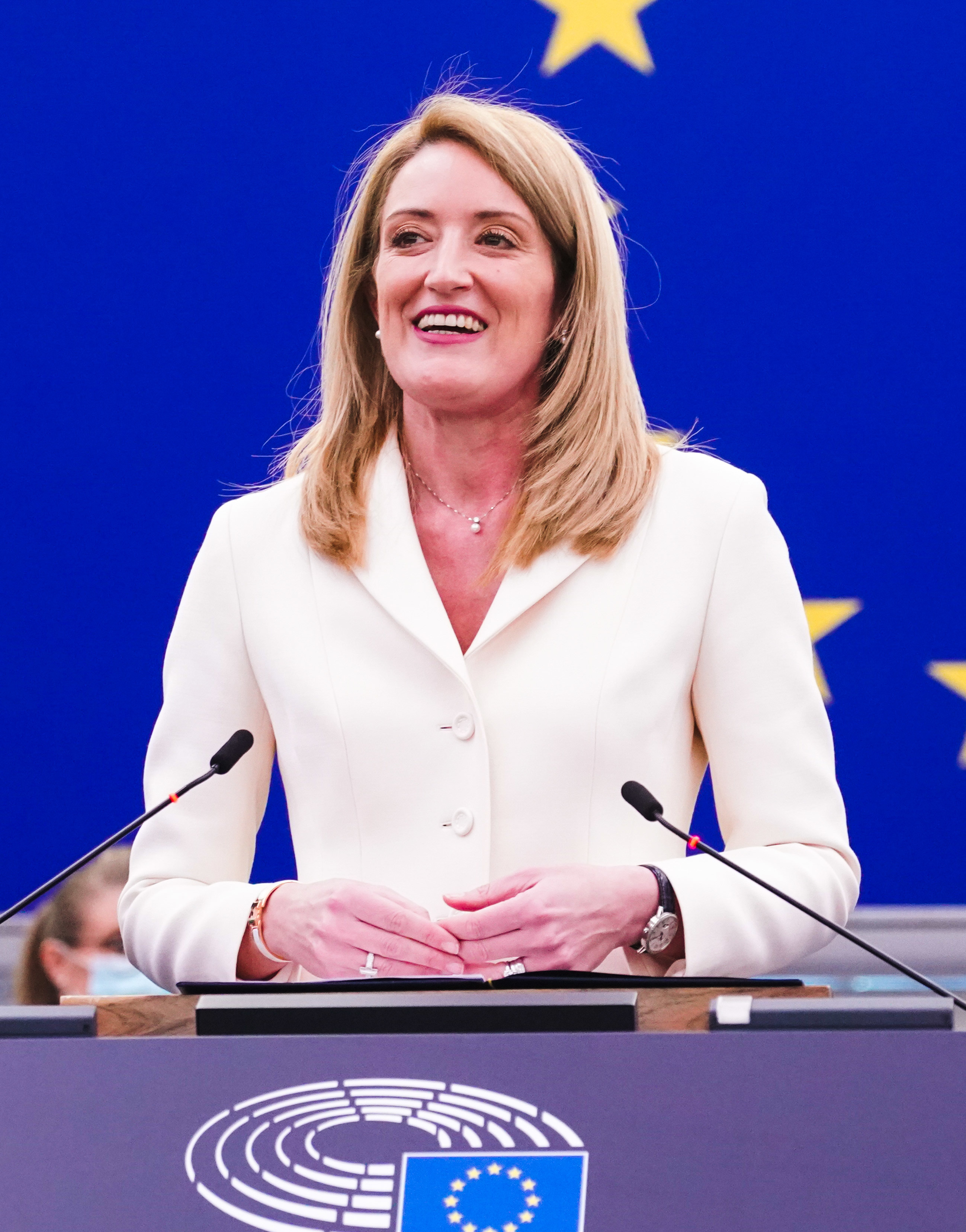
Roberta Metsola – przewodnicząca PE IX kadencji od 2022

Posłowie IX kadencji do Parlamentu Europejskiego zostali wybrani w wyborach przeprowadzonych w 28 państwach członkowskich Unii Europejskiej pomiędzy 23 a 26 maja 2019. W głosowaniu wyłoniono 751 eurodeputowanych na pięcioletnią kadencję, która rozpoczęła się 2 lipca 2019. W trakcie kadencji na skutek brexitu liczbę miejsc w PE IX kadencji zmniejszono do 705.
Na pierwszym posiedzeniu 3 lipca 2019 przewodniczącym PE został David Sassoli z Postępowego Sojuszu Socjalistów i Demokratów. 11 stycznia 2022 po jego śmierci kierownictwo nad Parlamentem Europejskim tymczasowo objęła Roberta Metsola, którą 18 stycznia wybrano na nową przewodniczącą PE IX kadencji. Kadencja zakończyła się 15 lipca 2024.

## Grupy polityczne
W Parlamencie Europejskim IX kadencji przed jej rozpoczęciem powołano siedem grup politycznych:
- Europejska Partia Ludowa (Chrześcijańscy Demokraci) (EPP),
- Postępowy Sojusz Socjalistów i Demokratów w Parlamencie Europejskim (S&D),
- Odnówmy Europę (RE),
- Zieloni / Wolne Przymierze Europejskie (G / EFA),
- Tożsamość i Demokracja (ID),
- Europejscy Konserwatyści i Reformatorzy (ECR),
- Zjednoczona Lewica Europejska / Nordycka Zielona Lewica (EUL / NGL).

Nadto kilkudziesięciu eurodeputowanych nie przystąpiło do żadnej z grup politycznych, pozostając posłami niezrzeszonymi.
Przewodniczącymi grup poselskich zostali:
- EPP: Manfred Weber (Niemcy)[6],
- S&D: Iratxe García Pérez (Hiszpania)[7],
- RE: Dacian Cioloș (Rumunia)[8],
- G / EFA: Ska Keller (Niemcy, współprzewodnicząca) i Philippe Lamberts (Belgia, współprzewodniczący)[9],
- ID: Marco Zanni (Włochy)[10],
- ECR: Ryszard Legutko (Polska, współprzewodniczący) i Raffaele Fitto (Włochy, współprzewodniczący)[11],
- EUL / NGL: Martin Schirdewan (Niemcy, tymczasowy przewodniczący)[12].

W lipcu 2019 EUL / NGL wybrała stałe władze, współprzewodniczącymi grupy zostali Martin Schirdewan i Manon Aubry (Francja). W październiku 2021 funkcję przewodniczącego RE objął Stéphane Séjourné (Francja). W styczniu 2024 tymczasowym liderem grupy został Malik Azmani, w tym samym miesiącu na nowego przewodniczącego frakcji wybrana została Valérie Hayer. We wrześniu 2022 z zajmowanego stanowiska odeszła Ska Keller, w następnym miesiącu funkcję współprzewodniczącej grupy G / EFA objęła Terry Reintke. W październiku 2022 z Europarlamentu odszedł współprzewodniczący ECR Raffaele Fitto; w lutym 2023 współprzewodniczącym frakcji w jego miejsce został Nicola Procaccini.
W styczniu 2021 frakcja EUL / NGL przyjęła nazwę Lewica w Parlamencie Europejskim.

## Kwestia liczby i obsady mandatów
Hiszpania
Na początku kadencji nieobsadzone pozostały trzy mandaty uzyskane przez przedstawicieli katalońskich ugrupowań separatystycznych: aresztowanego Oriola Junquerasa (AR-ERC) oraz przebywających na emigracji Antoniego Comína i Carlesa Puigdemonta (LpE). Ich wybór został unieważniony przez hiszpańską komisję wyborczą, co skutkowało odwołaniami na drodze sądowej. Parlament Europejski na początku stycznia 2020 uznał całą trójkę za legalnie wybranych europosłów ze skutkiem od początku kadencji. Ostatecznie jednak przewodniczący PE wygasił mandat Oriola Junquerasa (ze skutkiem na 2 stycznia 2020), a mandat przypadł kolejnemu kandydatowi na liście.
Brexit i jego następstwa
W związku z planami opuszczenia UE przez Wielką Brytanię 29 marca 2019 wybory miały się odbyć w 27 pozostałych państwach członkowskich. W 2018 ustalono zatem, że 27 z 73 brytyjskich mandatów zostanie rozdzielonych między 14 krajów posiadających dotąd zbyt małą proporcjonalnie reprezentację poselską. Pozostałe 46 miejsc miało pozostać nieobsadzonych i wykorzystanych w razie ewentualnego rozszerzenia Unii Europejskiej. Niemożność podjęcia decyzji przez władze brytyjskie co do sposobu opuszczenia UE doprowadziła tymczasowo do przesunięcia daty ustania członkostwa na 31 października 2019, a w konsekwencji do konieczności przeprowadzenia wyborów także w Wielkiej Brytanii. Do czasu brexitu reprezentacje parlamentarne 14 państw członkowskich nie zostały powiększone o 27 przydzielonych mandatów, a Parlament Europejski nie został zmniejszony do 705 posłów.
W związku z wystąpieniem Wielkiej Brytanii z Unii Europejskiej kadencji brytyjskich europosłów IX kadencji zakończyła się 31 stycznia 2020. Dopiero to pozwoliło na zaprzysiężenie 27 nowych deputowanych z 14 państw członkowskich.
Wakaty na koniec kadencji
Pod koniec kadencji 2 mandaty bułgarskie (oba przypadające DPS) pozostały nieobsadzone.

## Deputowani według grup politycznych

### Europejska Partia Ludowa
| Państwo    | Lista   | Posłowie | Liczba |
| ---------- | ------- | --- | ------ |
| Austria    | ÖVP     | Alexander Bernhuber, Othmar Karas, Lukas Mandl, Christian Sagartz, Wolfram Pirchner, Barbara Thaler, Angelika Winzig | 7      |
| Belgia     | CD&V    | Cindy Franssen, Tom Vandenkendelaere | 2      |
| Belgia     | cdH     | Benoît Lutgen | 1      |
| Belgia     | CSP     | Pascal Arimont | 1      |
| Bułgaria   | GERB    | Asim Ademow, Aleksandyr Jordanow, Andrej Kowaczew, Andrej Nowakow, Ewa Maydell, Emił Radew | 6      |
| Bułgaria   | DB-DSB  | Radan Kynew | 1      |
| Chorwacja  | HDZ     | Sunčana Glavak, Karlo Ressler, Tomislav Sokol, Željana Zovko | 4      |
| Cypr       | DISY    | Lukas Furlas, Eleni Stawru | 2      |
| Czechy     | TOP 09  | Luděk Niedermayer, Jiří Pospíšil | 2      |
| Czechy     | STAN    | Stanislav Polčák | 1      |
| Czechy     | KDU-ČSL | Michaela Šojdrová, Tomáš Zdechovský | 2      |
| Dania      | C       | Pernille Weiss | 1      |
| Estonia    | Isamaa  | Riho Terras | 1      |
| Finlandia  | Kok.    | Eija-Riitta Korhola, Sirpa Pietikäinen, Henna Virkkunen | 3      |
| Francja    | LR      | François-Xavier Bellamy, Nathalie Colin-Oesterlé, Arnaud Danjean, Geoffroy Didier, Brice Hortefeux, Nadine Morano, Laurence Sailliet, Anne Sander | 8      |
| Grecja     | ND      | Ana-Misel Asimakopulu, Stelios Kimburopulos, Manolis Kiefalojanis, Wangelis Meimarakis, Maria Spiraki, Eliza Wozemberg | 6      |
| Hiszpania  | PP      | Pablo Arias Echeverría, Isabel Benjumea, Pilar del Castillo Vera, Ana Collado Jiménez, Rosa Estaràs Ferragut, José Manuel García-Margallo, Leopoldo López Gil, Antonio López-Istúriz White, Gabriel Mato Adrover, Francisco Millán Mon, Dolors Montserrat, Juan Ignacio Zoido, Javier Zarzalejos                                                                              | 13     |
| Hiszpania  | C’s     | Susana Solís, Adrián Vázquez Lázara | 2      |
| Holandia   | CDA     | Tom Berendsen, Jeroen Lenaers, Henk Jan Ormel, Annie Schreijer-Pierik | 4      |
| Holandia   | CU      | Anja Haga | 1      |
| Holandia   | 50PLUS  | Toine Manders | 1      |
| Irlandia   | FG      | Deirdre Clune, Frances Fitzgerald, Seán Kelly, Colm Markey, Maria Walsh | 5      |
| Litwa      | TS-LKD  | Rasa Juknevičienė, Andrius Kubilius, Liudas Mažylis | 3      |
| Litwa      | Niez.   | Aušra Maldeikienė | 1      |
| Luksemburg | CSV     | Martine Kemp, Isabel Wiseler-Santos Lima | 2      |
| Łotwa      | JV      | Sandra Kalniete, Inese Vaidere | 2      |
| Malta      | PN      | David Casa, Roberta Metsola | 2      |
| Niemcy     | CDU     | Hildegard Bentele, Stefan Berger, Karolin Braunsberger-Reinhold, Daniel Caspary, Lena Düpont, Christian Ehler, Michael Gahler, Jens Gieseke, Niclas Herbst, Peter Jahr, Peter Liese, Norbert Lins, David McAllister, Markus Pieper, Dennis Radtke, Christine Schneider, Andreas Schwab, Ralf Seekatz, Sven Simon, Sabine Verheyen, Axel Voss, Marion Walsmann, Rainer Wieland | 23     |
| Niemcy     | CSU     | Christian Doleschal, Markus Ferber, Monika Hohlmeier, Marlene Mortler, Angelika Niebler, Manfred Weber | 6      |
| Niemcy     | ÖDP     | Manuela Ripa | 1      |
| Niemcy     | FAMILIE | Niels Geuking | 1      |
| Polska     | PO      | Magdalena Adamowicz, Krzysztof Brejza, Jerzy Buzek, Jarosław Duda, Tomasz Frankowski, Andrzej Halicki, Danuta Hübner, Włodzimierz Karpiński, Ewa Kopacz, Janusz Lewandowski, Elżbieta Łukacijewska, Janina Ochojska, Jan Olbrycht, Witold Pahl | 14     |
| Polska     | PSL     | Adam Jarubas, Jarosław Kalinowski | 2      |
| Portugalia | PSD     | Carlos Coelho, Ricardo Morgado, Vânia Neto, Lídia Pereira, Ana Miguel dos Santos, Teófilo Santos | 6      |
| Portugalia | CDS-PP  | Vasco Becker-Weinberg | 1      |
| Rumunia    | PNL     | Vasile Blaga, Rareș Bogdan, Daniel Buda, Cristian Bușoi, Gheorghe Falcă, Mircea Hava, Marian-Jean Marinescu, Dan Motreanu, Siegfried Mureșan, Vlad Nistor | 10     |
| Rumunia    | UDMR    | Loránt Vincze, Iuliu Winkler | 2      |
| Rumunia    | PMP     | Traian Băsescu, Eugen Tomac | 2      |
| Słowacja   | SPOLU   | Vladimír Bilčík | 1      |
| Słowacja   | KDH     | Miriam Lexmann, Ivan Štefanec | 2      |
| Słowacja   | OĽaNO   | Peter Pollák | 1      |
| Słowenia   | SDS     | Romana Tomc, Milan Zver | 2      |
| Słowenia   | SLS     | Franc Bogovič | 1      |
| Słowenia   | NSi     | Ljudmila Novak | 1      |
| Szwecja    | M       | Arba Kokalari, Jessica Polfjärd, Tomas Tobé, Jörgen Warborn | 4      |
| Szwecja    | KD      | David Lega, Sara Skyttedal | 2      |
| Węgry      | KDNP    | György Hölvényi | 1      |
| Włochy     | FI      | Lara Comi, Salvatore De Meo, Fulvio Martusciello, Alessandra Mussolini, Massimiliano Salini | 5      |
| Włochy     | LN      | Matteo Gazzini, Francesca Peppucci, Lucia Vuolo, Stefania Zambelli | 4      |
| Włochy     | SVP     | Herbert Dorfmann | 1      |
| Włochy     | M5S     | Isabella Adinolfi | 1      |
| Włochy     | PD      | Caterina Chinnici | 1      |
| Razem      | Razem   | Razem | 179    |

### Socjaliści i Demokraci
| Państwo    | Lista       | Posłowie | Liczba |
| ---------- | ----------- | --- | ------ |
| Austria    | SPÖ         | Hannes Heide, Theresa Muigg, Evelyn Regner, Andreas Schieder, Günther Sidl | 5      |
| Belgia     | PS          | Marie Arena | 1      |
| Belgia     | sp.a        | Kathleen Van Brempt | 1      |
| Bułgaria   | BSP         | Iwo Christow, Cwetelina Penkowa, Sergej Staniszew, Petyr Witanow | 4      |
| Chorwacja  | SDP         | Biljana Borzan, Romana Jerković, Predrag Matić, Tonino Picula | 4      |
| Cypr       | DIKO        | Kostas Mawridis | 1      |
| Cypr       | EDEK        | Dimitris Papadakis | 1      |
| Czechy     | ANO 2011    | Radka Maxová | 1      |
| Dania      | A           | Niels Fuglsang, Christel Schaldemose, Marianne Vind | 3      |
| Estonia    | SDE         | Marina Kaljurand, Sven Mikser | 2      |
| Finlandia  | SDP         | Eero Heinäluoma, Miapetra Kumpula-Natri | 2      |
| Francja    | PS          | Christophe Clergeau, Raphaël Glucksmann, Sylvie Guillaume, Aurore Lalucq, Pierre Larrouturou, Nora Mebarek | 6      |
| Francja    | LREM        | Pascal Durand | 1      |
| Grecja     | KINAL-PASOK | Nikos Papandreu | 1      |
| Grecja     | ND          | Teodoros Zagorakis | 1      |
| Hiszpania  | PSOE        | Clara Aguilera García, Laura Ballarín Cereza, Estrella Durá Ferrandis, Jonás Fernández, Lina Gálvez, Ibán García del Blanco, Isabel García Muñoz, Iratxe García Pérez, Eider Gardiazabal Rubial, Mónica Silvana González, Nicolás González Casares, Alícia Homs Ginel, Juan Fernando López Aguilar, Javier López Fernández, César Luena, Cristina Maestre, Javier Moreno, Inmaculada Rodríguez-Piñero, Marcos Ros Sempere, Domènec Ruiz Devesa, Ignacio Sánchez Amor | 21     |
| Holandia   | PvdA        | Mohammed Chahim, Agnes Jongerius, Thijs Reuten, Paul Tang, Vera Tax, Lara Wolters | 6      |
| Litwa      | LSDP        | Vilija Blinkevičiūtė, Juozas Olekas | 2      |
| Luksemburg | LSAP        | Marc Angel | 1      |
| Łotwa      | Saskaņa     | Andris Ameriks, Nils Ušakovs | 2      |
| Malta      | PL          | Alex Agius Saliba, Josianne Cutajar, Cyrus Engerer, Alfred Sant | 4      |
| Niemcy     | SPD         | Katarina Barley, Gabriele Bischoff, Udo Bullmann, Delara Burkhardt, Matthias Ecke, Jens Geier, Petra Kammerevert, Dietmar Köster, Bernd Lange, Karsten Lucke, Maria Noichl, René Repasi, Thomas Rudner, Joachim Schuster, Birgit Sippel, Tiemo Wölken | 16     |
| Polska     | SLD         | Marek Balt, Marek Belka, Włodzimierz Cimoszewicz, Bogusław Liberadzki, Leszek Miller | 5      |
| Polska     | Wiosna      | Robert Biedroń | 1      |
| Portugalia | PS          | João Albuquerque, Isabel Carvalhais, Sara Cerdas, Maria Manuel Leitão Marques, Margarida Marques, Pedro Marques, Isabel Santos, Pedro Silva Pereira, Carlos Zorrinho | 9      |
| Rumunia    | PSD         | Carmen Avram, Dragoș Benea, Iulian Claudiu Manda, Maria Grapini, Victor Negrescu, Dan Nica, Rovana Plumb | 7      |
| Rumunia    | PRO Rumunia | Corina Crețu, Mihai Tudose | 2      |
| Słowacja   | SMER        | Robert Hajšel | 1      |
| Słowenia   | SD          | Milan Brglez, Matjaž Nemec | 2      |
| Szwecja    | SAP         | Ilan De Basso, Heléne Fritzon, Linus Glanzelius, Evin Incir, Carina Ohlsson | 5      |
| Węgry      | DK          | Attila Ara-Kovács, Klára Dobrev, Csaba Molnár, Sándor Rónai | 4      |
| Węgry      | MSZP        | István Ujhelyi | 1      |
| Włochy     | PD          | Pietro Bartolo, Brando Benifei, Mercedes Bresso, Beatrice Covassi, Paolo De Castro, Elisabetta Gualmini, Camilla Laureti, Alessandra Moretti, Giuliano Pisapia, Pina Picierno, Franco Roberti, Irene Tinagli, Patrizia Toia, Achille Variati | 14     |
| Włochy     | M5S         | Daniela Rondinelli | 1      |
| Razem      | Razem       | Razem | 138    |

### Odnówmy Europę
| Państwo    | Lista    | Posłowie | Liczba |
| ---------- | -------- | --- | ------ |
| Austria    | NEOS     | Claudia Gamon | 1      |
| Belgia     | Open VLD | Hilde Vautmans, Guy Verhofstadt | 2      |
| Belgia     | MR       | Olivier Chastel, Frédérique Ries | 2      |
| Bułgaria   | DPS      | Iłchan Kjuczjuk | 1      |
| Chorwacja  | IDS-DDI  | Valter Flego | 1      |
| Czechy     | ANO 2011 | Dita Charanzová, Martina Dlabajová, Martin Hlaváček, Ondřej Knotek, Ondřej Kovařík | 5      |
| Dania      | V        | Asger Christensen, Morten Løkkegaard, Erik Poulsen, Bergur Løkke Rasmussen | 4      |
| Dania      | B        | Morten Helveg Petersen, Karen Melchior | 2      |
| Estonia    | RE       | Andrus Ansip, Urmas Paet | 2      |
| Estonia    | KE       | Jana Toom | 1      |
| Finlandia  | Kesk.    | Elsi Katainen, Mauri Pekkarinen | 2      |
| Finlandia  | SFP      | Nils Torvalds | 1      |
| Francja    | LREM     | Catherine Amalric, Stéphane Bijoux, Gilles Boyer, Sylvie Brunet, Pascal Canfin, Catherine Chabaud, Ilana Cicurel, Jérémy Decerle, Laurence Farreng, Sandro Gozi, Christophe Grudler, Bernard Guetta, Valérie Hayer, Pierre Karleskind, Fabienne Keller, Guy Lavocat, Nathalie Loiseau, Max Orville, Dominique Riquet, Irène Tolleret, Marie-Pierre Vedrenne, Stéphanie Yon-Courtin | 22     |
| Francja    | EÉLV     | Salima Yenbou | 1      |
| Grecja     | ND       | Jorgos Kirtsos | 1      |
| Hiszpania  | C’s      | Jordi Cañas, Javier Nart, Maite Pagazaurtundúa, Eva-Maria Poptcheva, José Ramón Bauzà, Soraya Rodríguez | 6      |
| Hiszpania  | PNV      | Izaskun Bilbao | 1      |
| Holandia   | VVD      | Malik Azmani, Bart Groothuis, Jan Huitema, Caroline Nagtegaal-van Doorn, Catharina Rinzema | 5      |
| Holandia   | D66      | Samira Rafaela, Sophie in ’t Veld | 2      |
| Irlandia   | FF       | Barry Andrews, Billy Kelleher | 2      |
| Litwa      | LRLS     | Petras Auštrevičius | 1      |
| Luksemburg | DP       | Charles Goerens, Monica Semedo | 2      |
| Łotwa      | AP       | Ivars Ijabs | 1      |
| Niemcy     | FDP      | Andreas Glück, Svenja Hahn, Michael Kauch, Moritz Körner, Jan-Christoph Oetjen | 5      |
| Niemcy     | FW       | Engin Eroglu, Ulrike Müller | 2      |
| Polska     | PO       | Róża Thun | 1      |
| Rumunia    | USR      | Vlad Botoș, Vlad Gheorghe | 2      |
| Rumunia    | PLUS     | Dacian Cioloș, Alin Cristian Mituța, Dragoș Pîslaru, Ramona Strugariu, Dragoș Tudorache | 5      |
| Słowacja   | SPOLU    | Jozef Mihál, Michal Wiezik | 2      |
| Słowacja   | PS       | Martin Hojsík | 1      |
| Słowacja   | SaS      | Lucia Ďuriš Nicholsonová | 1      |
| Słowenia   | LMŠ      | Klemen Grošelj, Irena Joveva | 2      |
| Szwecja    | C        | Abir Al-Sahlani, Emma Wiesner | 2      |
| Szwecja    | FP       | Karin Karlsbro | 1      |
| Węgry      | Momentum | Katalin Cseh, Anna Júlia Donáth | 2      |
| Włochy     | PD       | Nicola Danti, Giuseppe Ferrandino | 2      |
| Włochy     | M5S      | Fabio Massimo Castaldo, Marco Zullo | 2      |
| Razem      | Razem    | Razem | 98     |

### Zieloni/Wolny Sojusz Europejski
| Państwo    | Lista     | Posłowie | Liczba |
| ---------- | --------- | --- | ------ |
| Austria    | Zieloni   | Sarah Wiener, Monika Vana, Thomas Waitz | 3      |
| Belgia     | Ecolo     | Saskia Bricmont, Philippe Lamberts | 2      |
| Belgia     | Groen     | Sara Matthieu | 1      |
| Czechy     | Piráti    | Markéta Gregorová, Marcel Kolaja, Mikuláš Peksa | 3      |
| Dania      | F         | Margrete Auken, Kira Marie Peter-Hansen | 2      |
| Finlandia  | Vihr.     | Alviina Alametsä, Heidi Hautala, Ville Niinistö | 3      |
| Francja    | EÉLV      | François Alfonsi, Benoît Biteau, Damien Carême, David Cormand, Gwendoline Delbos-Corfield, Karima Delli, Claude Gruffat, Lydie Massard, Caroline Roose, Mounir Satouri, François Thiollet, Marie Toussaint | 12     |
| Grecja     | Syriza    | Petros Kokalis | 1      |
| Hiszpania  | ERC       | Diana Riba i Giner, Jordi Solé i Ferrando | 2      |
| Hiszpania  | BNG       | Ana Miranda | 1      |
| Holandia   | GL        | Bas Eickhout, Tineke Strik, Kim van Sparrentak | 3      |
| Irlandia   | GP        | Ciarán Cuffe, Grace O’Sullivan | 2      |
| Litwa      | LVŽS      | Stasys Jakeliūnas, Bronis Ropė | 2      |
| Luksemburg | déi gréng | Tilly Metz | 1      |
| Niemcy     | Grünen    | Rasmus Andresen, Michael Bloss, Reinhard Bütikofer, Anna Cavazzini, Viola von Cramon-Taubadel, Anna Deparnay-Grunenberg, Romeo Franz, Daniel Freund, Alexandra Geese, Henrike Hahn, Martin Häusling, Pierrette Herzberger-Fofana, Ska Keller, Sergey Lagodinsky, Katrin Langensiepen, Erik Marquardt, Hannah Neumann, Niklas Nienaß, Jan Ovelgönne, Jutta Paulus, Terry Reintke | 21     |
| Niemcy     | PARTEI    | Nico Semsrott | 1      |
| Niemcy     | Volt      | Damian Boeselager | 1      |
| Niemcy     | Piraten   | Patrick Breyer | 1      |
| Portugalia | PAN       | Francisco Guerreiro | 1      |
| Rumunia    | USR       | Nicolae Ștefănuță | 1      |
| Szwecja    | MP        | Alice Bah Kuhnke, Jakop Dalunde, Pär Holmgren | 3      |
| Włochy     | M5S       | Ignazio Corrao, Rosa D’Amato, Piernicola Pedicini | 3      |
| Razem      | Razem     | Razem | 70     |

### Europejscy Konserwatyści i Reformatorzy
| Państwo   | Lista | Posłowie | Liczba |
| --------- | ----- | --- | ------ |
| Belgia    | NV-A  | Geert Bourgeois, Assita Kanko, Johan Van Overtveldt | 3      |
| Bułgaria  | WMRO  | Angeł Dżambazki, Andrej Słabakow | 2      |
| Chorwacja | HS    | Ladislav Ilčić | 1      |
| Czechy    | ODS   | Evžen Tošenovský, Alexandr Vondra, Veronika Vrecionová, Jan Zahradil | 4      |
| Finlandia | PS    | Teuvo Hakkarainen, Pirkko Ruohonen-Lerner | 2      |
| Francja   | RN    | Nicolas Bay | 1      |
| Grecja    | EL    | Emanuil Frangos | 1      |
| Hiszpania | Vox   | Mazaly Aguilar, Jorge Buxadé, Margarita de la Pisa Carrión, Hermann Tertsch | 4      |
| Holandia  | FvD   | Michiel Hoogeveen, Rob Rooken, Dorien Rookmaker, Rob Roos | 4      |
| Holandia  | SGP   | Bert-Jan Ruissen | 1      |
| Litwa     | AWPL  | Waldemar Tomaszewski | 1      |
| Łotwa     | NA    | Ansis Pūpols, Roberts Zīle | 2      |
| Niemcy    | AfD   | Lars Patrick Berg | 1      |
| Polska    | PiS   | Adam Bielan, Joachim Brudziński, Ryszard Czarnecki, Anna Fotyga, Patryk Jaki, Krzysztof Jurgiel, Karol Karski, Beata Kempa, Izabela Kloc, Joanna Kopcińska, Zdzisław Krasnodębski, Elżbieta Kruk, Ryszard Legutko, Beata Mazurek, Andżelika Możdżanowska, Tomasz Poręba, Elżbieta Rafalska, Rafał Romanowski, Bogdan Rzońca, Jacek Saryusz-Wolski, Beata Szydło, Dominik Tarczyński, Grzegorz Tobiszowski, Witold Waszczykowski, Jadwiga Wiśniewska, Anna Zalewska, Kosma Złotowski | 27     |
| Rumunia   | PSD   | Cristian Terheș | 1      |
| Słowacja  | SaS   | Eugen Jurzyca | 1      |
| Szwecja   | SD    | Peter Lundgren, Johan Nissinen, Charlie Weimers | 3      |
| Włochy    | FdI   | Sergio Berlato, Carlo Fidanza, Pietro Fiocchi, Denis Nesci, Nicola Procaccini, Raffaele Stancanelli | 6      |
| Włochy    | LN    | Elisabetta De Blasis, Vincenzo Sofo | 2      |
| Włochy    | M5S   | Chiara Maria Gemma | 1      |
| Włochy    | FI    | Giuseppe Milazzo | 1      |
| Razem     | Razem | Razem | 69     |

### Tożsamość i Demokracja
| Państwo | Lista | Posłowie | Liczba |
| ------- | ----- | --- | ------ |
| Austria | FPÖ   | Roman Haider, Georg Mayer, Harald Vilimsky | 3      |
| Belgia  | VB    | Gerolf Annemans, Filip De Man, Tom Vandendriessche | 3      |
| Czechy  | SDP   | Ivan David | 1      |
| Dania   | O     | Anders Primdahl Vistisen | 1      |
| Estonia | EKRE  | Jaak Madison | 1      |
| Francja | RN    | Mathilde Androuët, Jordan Bardella, Aurélia Beigneux, Dominique Bilde, Annika Bruna, Patricia Chagnon, Marie Dauchy, Jean-Paul Garraud, Catherine Griset, Jean-François Jalkh, France Jamet, Virginie Joron, Jean-Lin Lacapelle, Gilles Lebreton, Thierry Mariani, Éric Minardi, Philippe Olivier, André Rougé                                                          | 18     |
| Włochy  | LN    | Matteo Adinolfi, Alessandra Basso, Anna Cinzia Bonfrisco, Paolo Borchia, Marco Campomenosi, Massimo Casanova, Susanna Ceccardi, Angelo Ciocca, Rosanna Conte, Toni Da Re, Gianna Gancia, Paola Ghidoni, Valentino Grant, Danilo Oscar Lancini, Elena Lizzi, Alessandro Panza, Antonio Maria Rinaldi, Silvia Sardone, Annalisa Tardino, Isabella Tovaglieri, Marco Zanni | 21     |
| Włochy  | FI    | Aldo Patriciello | 1      |
| Razem   | Razem | Razem | 49     |

### Lewica
| Państwo    | Lista   | Posłowie | Liczba |
| ---------- | ------- | --- | ------ |
| Belgia     | PTB     | Marc Botenga | 1      |
| Cypr       | AKEL    | Jorgos Jeorjiu, Niyazi Kızılyürek                                                                                             | 2      |
| Czechy     | KSČM    | Kateřina Konečná | 1      |
| Dania      | RG      | Nikolaj Villumsen | 1      |
| Finlandia  | Vas.    | Silvia Modig | 1      |
| Francja    | LFI     | Manon Aubry, Leïla Chaibi, Emmanuel Maurel, Marina Mesure, Younous Omarjee, Anne-Sophie Pelletier                             | 6      |
| Grecja     | Syriza  | Kostas Arwanitis, Stelios Kuloglu, Elena Kundura, Dimitrios Papadimulis                                                       | 4      |
| Hiszpania  | UPCE    | Patricia Caro Maya, Manu Pineda, María Eugenia Rodríguez Palop, Esther Sanz Selva, Miguel Urbán Crespo, Idoia Villanueva Ruiz | 6      |
| Holandia   | PvdD    | Anja Hazekamp | 1      |
| Irlandia   | I4C     | Clare Daly, Mick Wallace | 2      |
| Irlandia   | SF      | Chris MacManus | 1      |
| Irlandia   | Niez.   | Luke Flanagan | 1      |
| Niemcy     | Linke   | Özlem Demirel, Cornelia Ernst, Martina Michels, Martin Schirdewan, Helmut Scholz                                              | 5      |
| Portugalia | BE      | José Gusmão, Anabela Rodrigues                                                                                                | 2      |
| Portugalia | CDU-PCP | Sandra Pereira, João Pimenta Lopes                                                                                            | 2      |
| Szwecja    | V       | Malin Björk | 1      |
| Razem      | Razem   | Razem | 37     |

### Niezrzeszeni
| Państwo   | Lista            | Posłowie | Liczba |
| --------- | ---------------- | --- | ------ |
| Belgia    | PS               | Marc Tarabella | 1      |
| Bułgaria  | BSP              | Elena Jonczewa | 1      |
| Chorwacja | Niez.            | Mislav Kolakušić | 1      |
| Chorwacja | ŽZ               | Ivan Vilibor Sinčić | 1      |
| Czechy    | SDP              | Hynek Blaško | 1      |
| Francja   | RN               | Gilbert Collard, Hervé Juvin, Maxette Pirbakas, Jérôme Rivière | 4      |
| Grecja    | KKE              | Lefteris Nikolau-Alawanos, Kostas Papadakis | 2      |
| Grecja    | ChA              | Atanasios Konstandinu, Janis Lagos | 2      |
| Grecja    | Syriza           | Aleksis Jeorgulis | 1      |
| Grecja    | KINAL-PASOK      | Ewa Kaili | 1      |
| Hiszpania | LpE              | Antoni Comín, Clara Ponsatí, Carles Puigdemont | 3      |
| Holandia  | PVV              | Marcel de Graaff | 1      |
| Litwa     | DP               | Viktor Uspaskich | 1      |
| Łotwa     | LKS              | Tatjana Ždanoka | 1      |
| Niemcy    | AfD              | Christine Anderson, Gunnar Beck, Markus Buchheit, Nicolaus Fest, Maximilian Krah, Joachim Kuhs, Sylvia Limmer, Jörg Meuthen, Guido Reil, Bernhard Zimniok                     | 10     |
| Niemcy    | PARTEI           | Martin Sonneborn | 1      |
| Niemcy    | Tierschutzpartei | Martin Buschmann | 1      |
| Polska    | Wiosna           | Łukasz Kohut, Sylwia Spurek | 2      |
| Rumunia   | PSD              | Tudor Ciuhodaru | 1      |
| Słowacja  | SMER             | Monika Beňová, Katarína Roth Neveďalová | 2      |
| Słowacja  | ĽSNS             | Miroslav Radačovský, Milan Uhrík | 2      |
| Węgry     | Fidesz           | Andrea Bocskor, Andor Deli, Tamás Deutsch, Balázs Hidvéghi, Kinga Gál, András Gyürk, Enikő Győri, Lívia Járóka, Ádám Kósa, Ernő Schaller-Baross, Edina Tóth, László Trócsányi | 12     |
| Węgry     | Jobbik           | Márton Gyöngyösi | 1      |
| Włochy    | M5S              | Tiziana Beghin, Maria Angela Danzì, Laura Ferrara, Mario Furore, Dino Giarrusso, Sabrina Pignedoli                                                                            | 6      |
| Włochy    | LN               | Francesca Donato, Maria Veronica Rossi | 2      |
| Włochy    | PD               | Andrea Cozzolino, Massimiliano Smeriglio | 2      |
| Razem     | Razem            | Razem | 63     |

### Byli posłowie do PE
| Państwo         | Lista       | Były poseł                      | Wygaśnięcie mandatu  | Następca                      | Objęcie mandatu      |
| --------------- | ----------- | ------------------------------- | -------------------- | ----------------------------- | -------------------- |
| Austria         | ÖVP         | Karoline Edtstadler             | 6 stycznia 2020      | Christian Sagartz             | 23 stycznia 2020     |
| Austria         | ÖVP         | Simone Schmiedtbauer            | 16 października 2023 | Wolfram Pirchner              | 17 października 2023 |
| Austria         | SPÖ         | Bettina Vollath                 | 9 października 2022  | Theresa Muigg                 | 10 października 2022 |
| Belgia          | CD&V        | Kris Peeters                    | 11 stycznia 2021     | Tom Vandenkendelaere          | 25 stycznia 2021     |
| Belgia          | Groen       | Petra De Sutter                 | 30 września 2020     | Sara Matthieu                 | 8 października 2020  |
| Bułgaria        | DPS         | Atidże Aliewa-Weli              | 18 czerwca 2024      | mandat pozostał nieobsadzony  | –                    |
| Bułgaria        | DPS         | Iskra Michajłowa                | 18 czerwca 2024      | mandat pozostał nieobsadzony  | –                    |
| Chorwacja       | HDZ         | Dubravka Šuica                  | 30 listopada 2019    | Sunčana Glavak                | 1 grudnia 2019       |
| Chorwacja       | HS          | Ruža Tomašić                    | 30 czerwca 2021      | Ladislav Ilčić                | 1 lipca 2021         |
| Cypr            | DISY        | Lefteris Christoforu            | 1 listopada 2022     | Eleni Stawru                  | 2 listopada 2022     |
| Dania           | A           | Jeppe Kofod                     | 2 lipca 2019         | Marianne Vind                 | 2 lipca 2019         |
| Dania           | V           | Søren Gade                      | 14 listopada 2022    | Bergur Løkke Rasmussen        | 22 listopada 2022    |
| Dania           | V           | Linea Søgaard-Lidell            | 14 listopada 2022    | Erik Poulsen                  | 22 listopada 2022    |
| Dania           | O           | Peter Kofod                     | 14 listopada 2022    | Anders Primdahl Vistisen      | 22 listopada 2022    |
| Finlandia       | Kok.        | Petri Sarvamaa                  | 31 maja 2024         | Eija-Riitta Korhola           | 1 czerwca 2024       |
| Finlandia       | PS          | Laura Huhtasaari                | 11 kwietnia 2023     | Pirkko Ruohonen-Lerner        | 12 kwietnia 2023     |
| Francja         | RN          | Hélène Laporte                  | 28 lipca 2022        | Marie Dauchy                  | 29 lipca 2022        |
| Francja         | RN          | Julie Lechanteux                | 28 lipca 2022        | Patricia Chagnon              | 29 lipca 2022        |
| Francja         | RN          | Joëlle Mélin                    | 28 lipca 2022        | Éric Minardi                  | 29 lipca 2022        |
| Francja         | LREM        | Chrysoula Zacharopoulou         | 19 maja 2022         | Max Orville                   | 20 maja 2022         |
| Francja         | LREM        | Véronique Trillet-Lenoir [zgon] | 9 sierpnia 2023      | Catherine Amalric             | 10 sierpnia 2023     |
| Francja         | LREM        | Stéphane Séjourné               | 11 stycznia 2024     | Guy Lavocat                   | 12 stycznia 2024     |
| Francja         | LFI         | Manuel Bompard                  | 28 lipca 2022        | Marina Mesure                 | 29 lipca 2022        |
| Francja         | EÉLV        | Yannick Jadot                   | 23 września 2023     | Lydie Massard                 | 24 września 2023     |
| Francja         | EÉLV        | Michèle Rivasi [zgon]           | 29 listopada 2023    | François Thiollet             | 30 listopada 2023    |
| Francja         | LR          | Agnès Evren                     | 23 września 2023     | Laurence Sailliet             | 24 września 2023     |
| Francja         | PS          | Éric Andrieu                    | 1 czerwca 2023       | Christophe Clergeau           | 2 czerwca 2023       |
| Grecja          | KINAL-PASOK | Nikos Andrulakis                | 2 maja 2023          | Nikos Papandreu               | 3 maja 2023          |
| Grecja          | EL          | Kiriakos Welopulos              | 6 lipca 2019         | Emanuil Frangos               | 10 lipca 2019        |
| Hiszpania       | PSOE        | Adriana Maldonado López         | 16 sierpnia 2023     | Laura Ballarín Cereza         | 6 września 2023      |
| Hiszpania       | PP          | Esteban González Pons           | 16 sierpnia 2023     | Ana Collado Jiménez           | 6 września 2023      |
| Hiszpania       | C’s         | Luis Garicano                   | 1 września 2022      | Eva-Maria Poptcheva           | 15 września 2022     |
| Hiszpania       | UPCE        | Sira Rego                       | 20 listopada 2023    | Esther Sanz Selva             | 21 grudnia 2023      |
| Hiszpania       | UPCE        | Ernest Urtasun                  | 20 listopada 2023    | Patricia Caro Maya            | 30 listopada 2023    |
| Hiszpania       | AR          | Oriol Junqueras (ERC)           | 2 stycznia 2020      | Jordi Solé i Ferrando (ERC)   | 3 stycznia 2020      |
| Hiszpania       | AR          | Pernando Barrena (EHB)          | 2 września 2022      | Ana Miranda (BNG)             | 5 września 2022      |
| Holandia        | PvdA        | Frans Timmermans                | 2 lipca 2019         | Lara Wolters                  | 4 lipca 2019         |
| Holandia        | PvdA        | Kati Piri                       | 30 marca 2021        | Thijs Reuten                  | 15 kwietnia 2021     |
| Holandia        | VVD         | Liesje Schreinemacher           | 9 stycznia 2022      | Catharina Rinzema             | 18 stycznia 2022     |
| Holandia        | CDA         | Esther de Lange                 | 15 lutego 2024       | Henk Jan Ormel                | 27 lutego 2024       |
| Holandia        | FvD         | Derk Jan Eppink                 | 30 marca 2021        | Michiel Hoogeveen             | 15 kwietnia 2021     |
| Holandia        | CU          | Peter van Dalen                 | 3 września 2023      | Anja Haga                     | 5 września 2023      |
| Irlandia        | FG          | Mairead McGuinness              | 11 października 2020 | Colm Markey                   | 20 listopada 2020    |
| Irlandia        | SF          | Matt Carthy                     | 7 lutego 2020        | Chris MacManus                | 6 lutego 2020        |
| Luksemburg      | CSV         | Christophe Hansen               | 23 października 2023 | Martine Kemp                  | 24 października 2023 |
| Luksemburg      | LSAP        | Nicolas Schmit                  | 30 listopada 2019    | Marc Angel                    | 10 grudnia 2019      |
| Łotwa           | NA          | Dace Melbārde                   | 6 maja 2024          | Ansis Pūpols                  | 14 maja 2024         |
| Malta           | PL          | Miriam Dalli                    | 18 października 2020 | Cyrus Engerer                 | 5 listopada 2020     |
| Niemcy          | CDU         | Sven Schulze                    | 28 września 2021     | Karolin Braunsberger-Reinhold | 7 października 2021  |
| Niemcy          | Grünen      | Sven Giegold                    | 15 grudnia 2021      | Malte Gallée                  | 22 grudnia 2021      |
| Niemcy          | Grünen      | Malte Gallée                    | 10 marca 2024        | Jan Ovelgönne                 | 12 marca 2024        |
| Niemcy          | SPD         | Norbert Neuser                  | 10 stycznia 2022     | Karsten Lucke                 | 11 stycznia 2022     |
| Niemcy          | SPD         | Evelyne Gebhardt                | 1 lutego 2022        | René Repasi                   | 2 lutego 2022        |
| Niemcy          | SPD         | Constanze Krehl                 | 2 października 2022  | Matthias Ecke                 | 3 października 2022  |
| Niemcy          | SPD         | Ismail Ertug                    | 2 lipca 2023         | Thomas Rudner                 | 3 lipca 2023         |
| Niemcy          | FDP         | Nicola Beer                     | 31 grudnia 2023      | Michael Kauch                 | 1 stycznia 2024      |
| Niemcy          | ÖDP         | Klaus Buchner                   | 15 lipca 2020        | Manuela Ripa                  | 16 lipca 2020        |
| Niemcy          | FAMILIE     | Helmut Geuking                  | 4 lutego 2024        | Niels Geuking                 | 5 lutego 2024        |
| Polska          | PiS         | Zbigniew Kuźmiuk                | 18 października 2023 | Rafał Romanowski              | 30 listopada 2023    |
| Polska          | KE          | Bartosz Arłukowicz (PO)         | 18 października 2023 | Witold Pahl (PO)              | 16 listopada 2023    |
| Polska          | KE          | Krzysztof Hetman (PSL)          | 18 października 2023 | Włodzimierz Karpiński (PO)    | 16 listopada 2023    |
| Polska          | KE          | Radosław Sikorski (PO)          | 12 grudnia 2023      | Krzysztof Brejza (PO)         | 3 stycznia 2024      |
| Portugalia      | PS          | André Bradford [zgon]           | 18 lipca 2019        | Isabel Carvalhais             | 5 września 2019      |
| Portugalia      | PS          | Manuel Pizarro                  | 9 września 2022      | João Albuquerque              | 13 września 2022     |
| Portugalia      | PSD         | Álvaro Amaro                    | 6 lipca 2023         | Carlos Coelho                 | 7 lipca 2023         |
| Portugalia      | PSD         | Paulo Rangel                    | 1 kwietnia 2024      | Ana Miguel dos Santos         | 2 kwietnia 2024      |
| Portugalia      | PSD         | José Manuel Fernandes           | 1 kwietnia 2024      | Teófilo Santos                | 2 kwietnia 2024      |
| Portugalia      | PSD         | Graça Carvalho                  | 1 kwietnia 2024      | Vânia Neto                    | 2 kwietnia 2024      |
| Portugalia      | PSD         | Cláudia Monteiro de Aguiar      | 4 kwietnia 2024      | Ricardo Morgado               | 5 kwietnia 2024      |
| Portugalia      | BE          | Marisa Matias                   | 25 marca 2024        | Anabela Rodrigues             | 26 marca 2024        |
| Portugalia      | CDU-PCP     | João Ferreira                   | 5 lipca 2021         | João Pimenta Lopes            | 6 lipca 2021         |
| Portugalia      | CDS-PP      | Nuno Melo                       | 25 marca 2024        | Vasco Becker-Weinberg         | 26 marca 2024        |
| Rumunia         | PNL         | Adina Vălean                    | 30 listopada 2019    | Vlad Nistor                   | 2 grudnia 2019       |
| Rumunia         | USR-PLUS    | Cristian Ghinea (USR)           | 3 listopada 2020     | Vlad Gheorghe (USR)           | 10 listopada 2020    |
| Rumunia         | USR-PLUS    | Clotilde Armand (USR)           | 22 grudnia 2020      | Alin Cristian Mituța (PLUS)   | 28 grudnia 2020      |
| Słowacja        | PS-SPOLU    | Michal Šimečka (PS)             | 24 października 2023 | Jozef Mihál (SPOLU)           | 26 października 2023 |
| Słowacja        | SMER        | Miroslav Číž [zgon]             | 29 grudnia 2022      | Katarína Roth Neveďalová      | 30 grudnia 2022      |
| Słowenia        | SD          | Tanja Fajon                     | 12 maja 2022         | Matjaž Nemec                  | 18 maja 2022         |
| Szwecja         | SAP         | Johan Danielsson                | 29 listopada 2021    | Ilan De Basso                 | 13 grudnia 2021      |
| Szwecja         | SAP         | Jytte Guteland                  | 25 września 2022     | Carina Ohlsson                | 26 września 2022     |
| Szwecja         | SAP         | Erik Bergkvist [zgon]           | 20 lutego 2024       | Linus Glanzelius              | 27 lutego 2024       |
| Szwecja         | SD          | Jessica Stegrud                 | 25 września 2022     | Johan Nissinen                | 11 października 2022 |
| Szwecja         | C           | Fredrick Federley               | 12 grudnia 2020      | Emma Wiesner                  | 4 lutego 2021        |
| Węgry           | Fidesz-KDNP | József Szájer (Fidesz)          | 1 stycznia 2021      | Ernő Schaller-Baross (Fidesz) | 10 stycznia 2021     |
| Włochy          | LN          | Mara Bizzotto                   | 12 października 2022 | Paola Ghidoni                 | 2 listopada 2022     |
| Włochy          | LN          | Andrea Caroppo                  | 12 października 2022 | Elisabetta De Blasis          | 2 listopada 2022     |
| Włochy          | LN          | Marco Dreosto                   | 12 października 2022 | Matteo Gazzini                | 2 listopada 2022     |
| Włochy          | LN          | Simona Renata Baldassarre       | 2 kwietnia 2023      | Maria Veronica Rossi          | 6 kwietnia 2023      |
| Włochy          | LN          | Luisa Regimenti                 | 3 kwietnia 2023      | Francesca Peppucci            | 6 kwietnia 2023      |
| Włochy          | PD          | Roberto Gualtieri               | 5 września 2019      | Nicola Danti                  | 5 września 2019      |
| Włochy          | PD          | David Sassoli [zgon]            | 11 stycznia 2022     | Camilla Laureti               | 12 stycznia 2022     |
| Włochy          | PD          | Simona Bonafè                   | 12 października 2022 | Beatrice Covassi              | 6 grudnia 2022       |
| Włochy          | PD          | Carlo Calenda                   | 12 października 2022 | Achille Variati               | 2 listopada 2022     |
| Włochy          | PD          | Pierfrancesco Majorino          | 4 kwietnia 2023      | Mercedes Bresso               | 6 kwietnia 2023      |
| Włochy          | M5S         | Eleonora Evi                    | 12 października 2022 | Maria Angela Danzì            | 2 listopada 2022     |
| Włochy          | FI          | Silvio Berlusconi               | 12 października 2022 | Lara Comi                     | 2 listopada 2022     |
| Włochy          | FI          | Antonio Tajani                  | 12 października 2022 | Alessandra Mussolini          | 2 listopada 2022     |
| Włochy          | FdI         | Raffaele Fitto                  | 12 października 2022 | Denis Nesci                   | 2 listopada 2022     |
| Wielka Brytania | SNP         | Alyn Smith                      | 12 grudnia 2019      | Heather Anderson              | 27 stycznia 2020     |

### Dodatkowe mandaty po brexicie
| Państwo   | Lista   | Poseł                        | Objęcie mandatu |
| --------- | ------- | ---------------------------- | --------------- |
| Austria   | Zieloni | Thomas Waitz                 | 1 lutego 2020   |
| Chorwacja | SDP     | Romana Jerković              | 1 lutego 2020   |
| Dania     | V       | Linea Søgaard-Lidell         | 1 lutego 2020   |
| Estonia   | Isamaa  | Riho Terras                  | 1 lutego 2020   |
| Finlandia | Vihr.   | Alviina Alametsä             | 1 lutego 2020   |
| Francja   | RN      | Jean-Lin Lacapelle           | 1 lutego 2020   |
| Francja   | LREM    | Ilana Cicurel                | 1 lutego 2020   |
| Francja   | LREM    | Sandro Gozi                  | 1 lutego 2020   |
| Francja   | EÉLV    | Claude Gruffat               | 1 lutego 2020   |
| Francja   | PS      | Nora Mebarek                 | 1 lutego 2020   |
| Hiszpania | PSOE    | Marcos Ros Sempere           | 1 lutego 2020   |
| Hiszpania | PP      | Gabriel Mato Adrover         | 1 lutego 2020   |
| Hiszpania | C’s     | Adrián Vázquez Lázara        | 1 lutego 2020   |
| Hiszpania | Vox     | Margarita de la Pisa Carrión | 1 lutego 2020   |
| Hiszpania | LpE     | Clara Ponsatí                | 1 lutego 2020   |
| Holandia  | VVD     | Bart Groothuis               | 1 lutego 2020   |
| Holandia  | FvD     | Dorien Rookmaker             | 1 lutego 2020   |
| Holandia  | PVV     | Marcel de Graaff             | 1 lutego 2020   |
| Irlandia  | FG      | Deirdre Clune                | 1 lutego 2020   |
| Irlandia  | FF      | Barry Andrews                | 1 lutego 2020   |
| Polska    | PiS     | Dominik Tarczyński           | 1 lutego 2020   |
| Rumunia   | PSD     | Victor Negrescu              | 1 lutego 2020   |
| Słowacja  | KDH     | Miriam Lexmann               | 1 lutego 2020   |
| Szwecja   | MP      | Jakop Dalunde                | 1 lutego 2020   |
| Włochy    | LN      | Vincenzo Sofo                | 1 lutego 2020   |
| Włochy    | FI      | Salvatore De Meo             | 1 lutego 2020   |
| Włochy    | FdI     | Sergio Berlato               | 1 lutego 2020   |

### Brytyjscy posłowie do PE (stan na 31 stycznia 2020)
| Grupa polityczna | Lista  | Posłowie | Liczba |
| ---------------- | ------ | --- | ------ |
| S&D              | LP     | Richard Corbett, Seb Dance, Neena Gill, Theresa Griffin, John Howarth, Jackie Jones, Judith Kirton-Darling, Claude Moraes, Rory Palmer, Julie Ward | 10     |
| RE               | LD     | Catherine Bearder, Phil Bennion, Jane Brophy, Judith Bunting, Chris Davies, Dinesh Dhamija, Barbara Gibson, Antony Hook, Martin Horwood, Shaffaq Mohammed, Lucy Nethsingha, Bill Newton Dunn, Luisa Porritt, Sheila Ritchie, Caroline Voaden, Irina von Wiese | 16     |
| RE               | APNI   | Naomi Long | 1      |
| G / EFA          | GPEW   | Scott Ainslie, Ellie Chowns, Gina Dowding, Magid Magid, Alex Phillips, Catherine Rowett, Molly Scott Cato | 7      |
| G / EFA          | SNP    | Christian Allard, Heather Anderson, Aileen McLeod | 3      |
| G / EFA          | PC     | Jill Evans | 1      |
| ECR              | CP     | Daniel Hannan, Anthea McIntyre, Nosheena Mobarik, Geoffrey Van Orden | 4      |
| ECR              | Brexit | Lance Forman, Lucy Harris, John Longworth, Annunziata Rees-Mogg | 4      |
| EUL / NGL        | SF     | Martina Anderson | 1      |
| Niezrz.          | Brexit | Jonathan Bullock, David Bull, Martin Daubney, Nigel Farage, Claire Fox, Nathan Gill, James Glancy, Benyamin Habib, Michael Heaver, Christina Jordan, Andrew Kerr, Rupert Lowe, Belinda De Camborne Lucy, Brian Monteith, June Mummery, Henrik Overgaard-Nielsen, Matthew Patten, Alexandra L. Phillips, Jake Pugh, Robert Rowland, Louis Stedman-Bryce, John Tennant, Richard Tice, James Wells, Ann Widdecombe | 25     |
| Niezrz.          | DUP    | Diane Dodds | 1      |
| Razem            | Razem  | Razem | 73     |